# Katastrofa lotu Air India 171
Ten artykuł dotyczy niedawnego wydarzenia. Informacje w nim zamieszczone mogą się zmienić lub zdezaktualizować wraz z postępem zdarzenia, a początkowe doniesienia mogą być niepewne. Ostatnie zmiany tego artykułu mogą nie odzwierciedlać najbardziej aktualnych informacji.

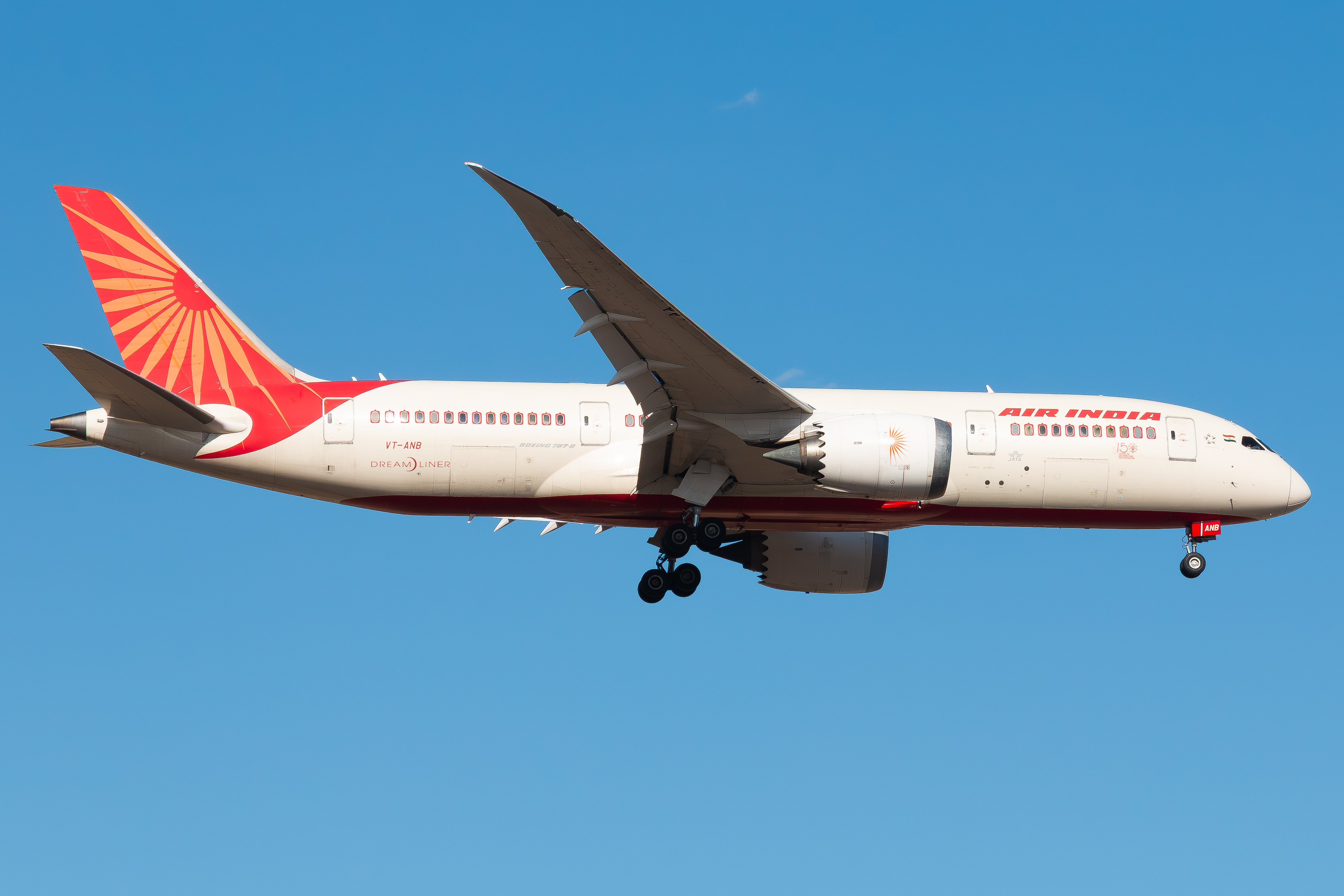
Samolot, który uległ katastrofie, sfotografowany w 2024 roku

Katastrofa lotu Air India 171 – katastrofa lotnicza samolotu Boeing 787-8 Dreamliner należącego do linii Air India, do której doszło tuż po starcie samolotu, 12 czerwca 2025 w Ahmadabadzie w Indiach. W jej wyniku śmierć poniosło 260 osób (241 osób na pokładzie samolotu i 19 osób na ziemi), a 61 zostało rannych.
Katastrofa jest największą w historii Indii od czasu katastrofy nad Charkhi Dadri z listopada 1996, a także pierwszą katastrofą modelu Boeing 787 Dreamliner z ofiarami śmiertelnymi.

## Samolot i załoga
Samolotem, który uległ katastrofie był 11-letni Boeing 787-8 Dreamliner o rejestracji VT-ANB. Zmontowany został w Boeing Everett Factory. Napędzany był dwoma silnikami General Electric GEnx-1B67. Linie Air India zamówiły samolot w 2005 roku a dostarczony został w styczniu 2014 roku. Do momentu katastrofy maszyna miała wylatane 39 450 godzin i prawie 7400 cykli start-lądowanie.
Kapitanem był 55-letni Sumeet Sabharwal z nalotem ponad 8200 godzin, a pierwszym oficerem był 34-letni Clive Kundar z nalotem ok. 1100 godzin. Personel pokładowy składał się z 10 osób.

## Wypadek

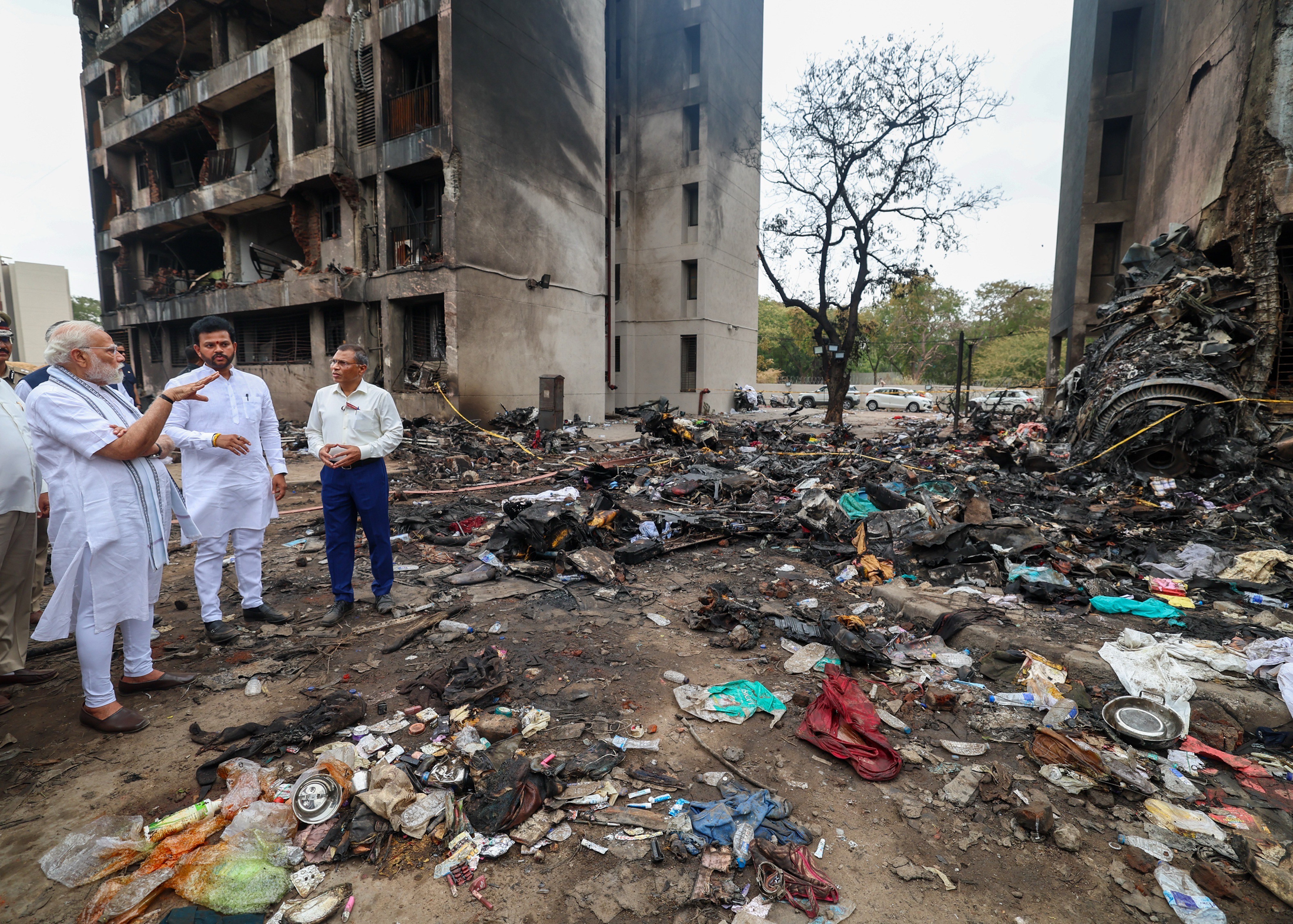
Miejsce katastrofy, 13 czerwca 2025

Samolot wystartował z Portu lotniczego Ahmadabad, celem lotu był Port lotniczy Londyn-Gatwick w Wielkiej Brytanii. Chwilę po starcie załoga samolotu nadała sygnał mayday, po czym maszyna obniżając lot rozbiła się.
Samolot spadł na ziemię poza lotniskiem, na gęsto zabudowanym terenie nieopodal szpitala. Indyjskie media przekazały, że maszyna uderzyła w stołówkę medycznej placówki edukacyjnej, kiedy przebywało w niej od 60 do 80 osób. Częściowo samolot wbił się też w budynek uczelnianego hostelu.

## Ofiary
Katastrofę przeżył tylko jeden pasażer: 40-letni obywatel Wielkiej Brytanii pochodzenia indyjskiego, Vishwash Kumar Ramesh. To najtragiczniejsza katastrofa lotnicza w historii, w której ocalała jedna osoba.
Lokalna policja podała, że zginęło co najmniej 290 osób.
| Kraj            | Pasażerowie | Załoga | Razem |
| --------------- | ----------- | ------ | ----- |
| Indie           | 169         | 12     | 181   |
| Wielka Brytania | 53          | 0      | 53    |
| Portugalia      | 7           | 0      | 7     |
| Kanada          | 1           | 0      | 1     |
| Razem           | 230         | 12     | 242   |

## Dochodzenie
Dochodzenie w sprawie katastrofy prowadzi Indyjskie Biuro Badań Wypadków Lotniczych (AAIB India), a wsparcia udzielają delegacje śledcze z Brytyjskiego Biura Badań Wypadków Lotniczych (AAIB) oraz Rady Bezpieczeństwa Transportu USA (NTSB). Swoje wsparcie zapowiedzieli też Federalna Administracja Lotnictwa (FAA) i Boeing. 28 godzin po katastrofie, udało się odzyskać Rejestrator Parametrów Lotu (FDR), czyli jedną z dwóch czarnych skrzynek oraz Cyfrowy Rejestrator Obrazu (DVR). Z kolei w niedzielę 15 czerwca śledczym udało się odzyskać Rejestrator Rozmów w Kokpicie (CVR). Wstępny raport wskazuje, że przyczyną katastrofy było odcięcie dopływu paliwa do obu silników, jednocześnie w raporcie nie podano czy był to błąd pilotów czy awaria układów maszyny.